# Ischnocolus algericus
Ischnocolus algericus é uma espécie de aranha pertencente à família Theraphosidae (tarântulas).